# Daniel Murillo
Daniel "Danny" Murillo é um dos integrantes da banda de rock estadunidense Hollywood Undead e ex-integrante da banda de post-hardcore Lorene Drive.

## Biografia

### Vida pessoal
Daniel Rose Murillo nasceu em Bell Gardens, Califórnia em 21 de novembro de 1982.
Ele se formou na Los Angeles Music Academy College of Music.
É casado com Theresa Murillo e juntos têm uma filha chamada Scarlett Murillo.

## Carreira musical

### Lorene Drive
Em 2002, durante a escola secundária em Victorville, California, Danny fundou com seus amigos, a banda de post-hardcore Lorene Drive, na qual ele atuou como vocalista e baixista. Lançaram os EPs "Savan in Super Pursuit Mode und Get Alive" e "Out Alive", e um único álbum "Romantic Wealth".
Com a banda, fez parte da Vans Warped Tour de 2005-2007, da Bamboozle (East & West) Coast Tour de 2006 e da Taste of Chaos Tour de 2005.
Também apareceu no Amped 3, o último da série Amped para Xbox 360. Em 2006, Lorene Drive perdeu para Halifax na competição musical Dew Circuit Breakout da MTV.

### Hollywood Undead
Depois que o Lorene Drive se separou em 2009, tornou-se em 2010 o novo vocalista do Hollywood Undead, substituindo seu vocalista anterior, Deuce.
Embora na época não fosse tecnicamente um membro oficial ainda, Danny estava em turnê com a banda desde meados de 2008.
Suas canções favoritas da banda são "My Town", "Hear Me Now", "I Don't Wanna Die", "War Child" e "Ghost Beach".

## Máscaras

### American Tragedy
Quando ele se juntou à banda oficialmente, a máscara de Danny era de ouro metálico com uma cruz latina no olho esquerdo. O lado direito da boca também teve um pequeno sorriso, quase imperceptível.

### Notes from the Underground
A máscara é semelhante à sua antiga máscara. Ainda é ouro, mas menos metálico. A cruz latina parece ser invertida e é feito de cartuchos de munição. As balas são 6,5 Grendel. Há tinta escura espalhada e ela varia na cor. O lado direito da boca ainda tem o sorriso, mas é mais visível agora.

### Day of the Dead
A máscara de Danny agora está coberto com uma cota de malha dourada tornando-se difícil distinguir suas características faciais. Debaixo da cota de malha, a máscara é preta com uma cruz pintada com ouro brilhante em torno do olho esquerdo. A moldagem parece ser menos angular e mais arredondadas em comparação com a máscara anterior, embora a boca é difícil de ver, ele também mantém algumas de suas características estéticas. A alça utilizada para prendê-la à cabeça de Danny também parece ter uma estética de cota de malha. Parece também que a máscara representa um saco de serapilheira que foi usado para colocar na cabeça de alguém antes da execução.

### V
Como a maioria dos membros da banda, Danny também substituiu sua máscara por uma cromada. A máscara tem uma cor e mantém seu sorriso característico. A cruz não é mais um anexo físico à máscara e, em vez disso, é pintada e projetada para parecer grafite.
Danny tem uma máscara dourada com uma cruz preta, uma máscara prateada com uma cruz azul e uma máscara vermelha com uma cruz branca.

## Discografia

### Com Lorene Drive
- 2005 Romantic Wealth

### Com Hollywood Undead
- 2010 American Tragedy
- 2013 Notes from the Underground
- 2015 Day of the Dead
- 2017 Five
- 2020 New Empire, Vol. 1